# 赵固镇
赵固乡，是中华人民共和国四川省达州市达川区下辖的一个乡镇级行政单位。

## 行政区划
赵固乡下辖以下地区：
街道社区、垂虹村、灵岗村、磨滩村、谷王村、兴隆村、天坪村、长深村、普安村、山河村、茶岩村、转马村、罗家村、岩坝村、天宫村、水文村、庙安村和南井村。